# Александър Белев
Александър Георгиев Белев (изписване до 1945 година: Александъръ Георгиевъ Бѣлевъ) е български политически и държавен деец, юрист, известен с антисемитските си възгледи. Белев е един от основателите на организацията „Ратник“ и от 1942 година до 1943 година главен комисар в Комисарството по еврейските въпроси, държавния орган, който регулира обществените отношения съгласно разпоредбите на Закона за защита на нацията.

## Биография

### Ранни години
Роден е през 1900 година в град Лом. Баща му е революционерът от ВМОК Георги Белев, а майка му е италианка от Далмация, с моминска фамилия Миланезе. Младият Александър първоначално учи в родния си град, а по-късно семейството му се премества в София. Завършва право в Софийския университет и живее известно време в Германия преди да се завърне в България и да работи като юрист.

### Политическа дейност
В края на 1930-те години Белев заема отговорни длъжности в Министерството на вътрешните работи на Царство България. Става протеже на вътрешния министър Петър Габровски и силен поддръжник на фашизма. През 1936 г., Белев, заедно с редица други лица, основава и става пълноправен член на българската националсоциалистическа организация „Ратничество за напредък на българщината“ („Ратник“), която проявява изразени и нескрити симпатии към националсоциализма, антикомунизма, расизма и антисемитизма.
През декември 1941 г. по инициатива на Габровски, Белев заминава на стаж в Германия, където подробно изучава антиеврейското законодателство на Третия Райх с оглед на въвеждането на подобна система за България. По това време, Белев вече се прочува като един от най-отявлените антисемитски политици в България.
На 25 юни 1942 г. е свикана извънредна сесия на Народното събрание, за да бъдат узаконени бързо и резултатно конкретните мерки, свързани с решаването на еврейския въпрос. След дълги опити, на 9 юли 1942 г. е прокаран закон, с който се възлага на Министерския съвет да вземе всички необходими мерки за уреждане на еврейския въпрос в България. Месец и половина по-късно е създадено Комисарство по еврейските въпроси.
За длъжността комисар по еврейските въпроси са обсъдени няколко кандидатури, преди да бъде избран Александър Белев. На 15 октомври 1942 г. Външното министерство на Германия нарежда на своята легация в София да задвижи работата, като се дават и конкретни указания как да стане това. Германия е готова да приеме депортираните, а България се задължава да плати за всеки депортиран по 250 марки. За да бъдат подпомогнати българските власти, Германия е готова да изпрати в София свой съветник, специалист по еврейските въпроси. Съветникът се казва Теодор Данекер, хауптщурмфюрер от СС, представител на Гестапо и личен представител на Адолф Айхман в България.
Освен че активно сътрудничи на нацистите, Белев взема активно участие в депортирането на евреи от Беломорска Тракия, Македония и Поморавието в концентрационните лагери. На 22 февруари 1943 г. между Данекер и Белев е подписано споразумение за започване на първата фаза от програмата за „окончателното решаване на еврейския въпрос“ в България.
Броят е 20 000 души, без разлика на пол и възраст. За целта българските власти се задължават да осигурят 12 влакови композиции. Определени са и изходните гари – Скопие, Битоля, Пирот, Горна Джумая, Дупница и Радомир.
Съгласно втората алинея на т. 4, „Българското правителство дава на разположение нужните хранителни припаси за по 15 дена, считани от деня на тръгването на влака, както и нужното число водни бъчви“.
През февруари-март 1943 г. Белев организира депортацията на 11 363 евреи. В рамките на своята компетентност, Белев има неограничени пълномощия, което му спечелва прякора „еврейския цар“.
Белев в крайна сметка е принуден да се откаже от плановете си след публични протести на Българската православна църква, различни граждани на България, Димитър Пешев, и др. срещу депортирането на българските евреи и след телефонен разговор с цар Борис III. В опит да се справи с българските евреи, той насилствено премества 19 000 софийски евреи в по-малките градове и села из цялата страна през май 1943 г. Така евреите от „старите предели“ на Царство България преживяват войната. На 25 октомври 1943 година Белев е освободен от заеманата длъжност, която е заета от Христо Стоманяков.

Александър Белев се укрива от новата отечественофронтовска власт, тъй като е обвинен от седми състав, „антисемити“ на т.нар. Народен съд (обвинители са Борис Бъров, Славчо Стоилов, Манчо Рахамимов и Ели Барух) като главен обвиняем за 
| „ | изработване на закона за защита на нацията и правилника към него, на наредбата от 26 август 1942 г. и на много други наредби, които превел на дело: сключил споразумение с представителя на германското правителство капитан Денекер, за изселване на 20 000 евреи от България за германските източни области и осъществил това изселване на македонските, беломорски и пиротски евреи по крайно жесток начин; осъществил изселването на евреите от София в провинцията; създал и организирал еврейския концентрационен лагер, за да набави имотна облага на разни лица и организации, а освен това дейно е допринесъл за гоненията на евреите чрез редица статии в печата. С това той е извършил престъпните деяния, предвидени и наказуеми по чл. 2, п. 4 и 10 от Наказателния закон за съдене от Народен съд (с обратна сила) | “ |

### Опит за бягство и екзекуция
След преврата на 9-ти септември 1944 година става известно, че Белев се укрива дегизиран и прави опит да забегне при германците, които тогава са в окупираните доскоро територии в бивша Югославия. През същия месец на гара Кюстендил той е разпознат и задържан от представители на отечественофронтовската власт, след което е отведен и екзекутиран. За обстоятелствата около смъртта му се разбира едва няколко години по-късно. Народният съд признава Александър Белев за виновен по повдигнатото му обвинение през април 1945 година, и го осъжда на смърт задочно (същият вече е мъртъв).

## Наследство
Личният архив и документите на Белев днес се съхраняват в историческия архив на Централен държавен архив в София. Архивът включва и оригиналното споразумение от 1943 г., подписано от Белев и Данекер, за депортирането на евреите от Беломорска Тракия, Македония и Поморавие. През 2010 г., Цецка Цачева дарява на музея в Аушвиц копия на 17 документа, свързани с дейността на Белев и българските евреи.
През 2013 г., БНТ излъчва сериала „Недадените“, посветен на спасяването на българските евреи. Българският актьор Димитър Баненкин изиграва Белев, а актрисата Лидия Инджова изиграва Лиляна Паница, която е била личната секретарка и предполагаема любовница на Белев, тайно предавала документи от комисарството на еврейски първенци.